# Il crimine non va in pensione (serie televisiva)
Il crimine non va in pensione (형사록?, HyeongsarokLR; lett. "Fedina penale") è una serie televisiva sudcoreana distribuita su Disney+. La prima stagione è stata pubblicata dal 26 ottobre al 16 novembre 2022, mentre la seconda dal 5 al 26 luglio 2023.

## Trama
Kim Taek-rok, detective veterano della polizia di Geumo in attesa di andare in pensione, riceve una misteriosa telefonata da un suo presunto "vecchio amico" che sostiene di aver ucciso un collega di Taek-rok, Woo Hyun-seok. Inizialmente Taek-rok viene sospettato dell'omicidio, in particolare dal nuovo capo della squadra investigativa Kook Jin-han, ma in seguito le indagini si concentrano altrove e i detective iniziano a cercare il misterioso chiamante.

## Personaggi e interpreti
- Kim Taek-rok (stagione 1-2), interpretato da Lee Sung-min
- Lee Sung-ah (stagione 1-2), interpretata da Kyung Soo-jin
- Son Kyung-chan (stagione 1-2), interpretato da Lee Hak-joo
- Kook Jin-han (stagione 1), interpretato da Jin Goo
- Yeon Ju-hyun (stagione 2), interpretato da Kim Shin-rok
- Lee Young-ho (stagione 2), interpretato da Joo Jin-mo
- Choi Do-hyung (stagione 2), interpretato da Jung Jin-young